# Christopher McDonald
Christopher McDonald (n. 15 februarie 1955, New York City, New York, SUA) este un actor de film, televiziune și voce american de origine irlandeză. Este cel mai cunoscut pentru interpretarea rolului lui Shooter McGavin din filmul de comedie din 1996 Happy Gilmore.

## Legături externe
- Christopher McDonald la Internet Movie Database
- en Christopher McDonald la Internet Broadway Database